# Sjarhej Hajdukevič
Sjarhej Hajdukevič (in bielorusso Сяргей Гайдукевіч?, in russo Сергей Гайдукевич?; Minsk, 8 settembre 1954) è un politico bielorusso.
È stato candidato del Partito Liberal-Democratico di Bielorussia alle elezioni del 2001, 2006 e 2015 per la carica di Presidente della Bielorussia, sconfitto in tutti i tentativi dall'attuale presidente Aljaksandr Lukašėnka che ricevette ogni volta la stragrande maggioranza dei voti.
È stato presidente del Partito Liberal-Democratico dal 1995 fino a settembre 2019, quando gli successe il figlio, Oleg Hajdukevič. Gli è stato poi conferito il titolo di Presidente Onorario al XX Congresso del Partito Liberal-Democratico.  Hajdukevič ha una formazione militare superiore e ha servito come ufficiale nelle forze armate. Successivamente è stato un funzionario del governo associato a varie questioni militari.